# Zazdromin
Zazdromin – wieś w Polsce położona w województwie kujawsko-pomorskim, w powiecie aleksandrowskim, w gminie Koneck.

## Podział administracyjny
W latach 1975–1998 miejscowość administracyjnie należała do województwa włocławskiego. Wieś sołecka – zobacz jednostki pomocnicze gminy Koneck w BIP.

## Historia
Historia wsi powiązana jest ze Straszewem. W wieku XIX wieś folwarczna w dobrach Straszewo obok Brudnowa, Brudnówka, Czajki, Ossówka i Rybna.

## Demografia
Według Narodowego Spisu Powszechnego (III 2011 r.) liczył 54 mieszkańców. Jest najmniejszą miejscowością gminy Koneck.